# Emo

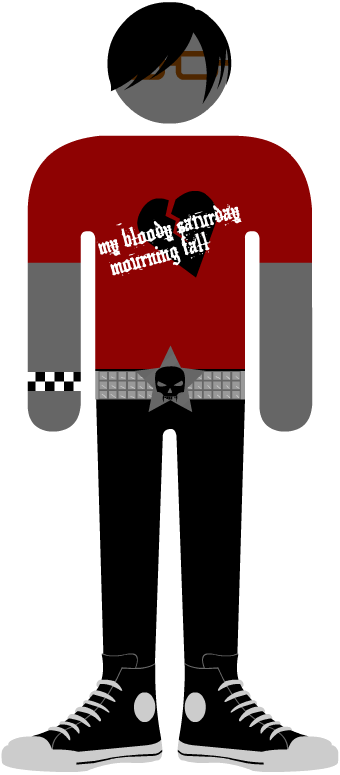
Un portet stereotipic emo-lool

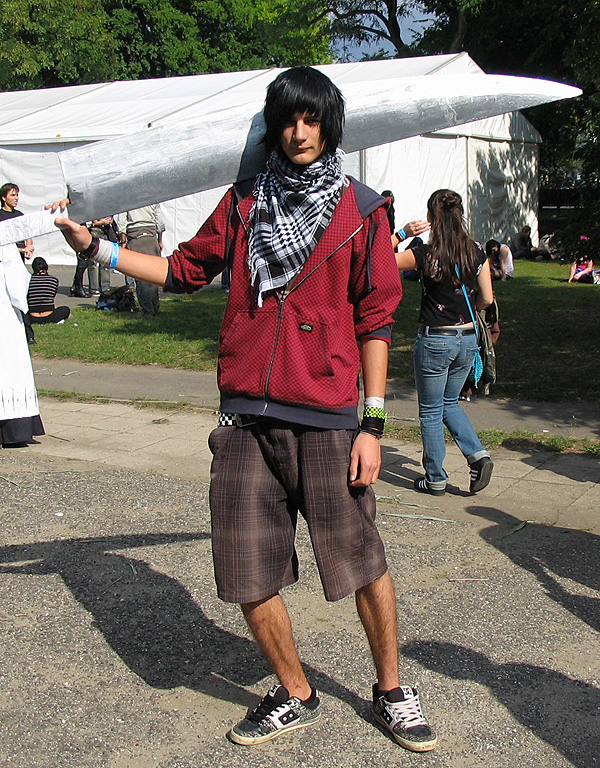
Tânăr Emo

Emo este un stil de muzică rock caracterizat prin versuri expresive, adesea confesive. A apărut la mijlocul anilor 1980, evoluând din mișcarea hardcore punk din Washington, D.C., unde era cunoscut ca „hardcore emoțional” sau „emocore”. Pionierii genului sunt formații ca Rites of Spring și Embrace.
Emo a ajuns o cultură mainstream la începutul anilor 2000, prin materialele de succes ale formațiilor Jimmy Eat World și Dashboard Confessional și prin apariția subgenului screamo. În urma acestui succes, multe formații emo au semnat contracte cu case de discuri mari și stilul a devenit un produs vandabil. Către sfârșitul anilor 2000, popularitatea emo a început să scadă. Unele formații s-au îndepărtat de la „rădăcinile” lor emo, iar altele s-au destrămat. O „reînviere” underground a genului a avut loc în anii 2010, cu unele formații făcând uz de sunet și estetică emo a anilor 1990.
Din emo au mai evoluat și subgenuri ca emo pop și emoviolence (un stil de screamo și powerviolence).
Termenul „emo” a fost aplicat de critici și jurnaliști mai multor artiști, inclusiv și unor interpreți și formații distinși cu multiplatină, cu stiluri și sound disparat. Emo a fost asociat cu un stereotip care include particularitatea de fi emotiv, sensibil, timid, introvertit sau în stare de angoasă. De asemenea, a fost asociat chiar și cu stereotipuri ca depresia, automutilarea și suicid.

## Cultura Emo
Genul și cultura 
EMO este un trend care adesea promovează hipersensibilitatea.
Emo sunt ceva ușor de definit. Ca atare, depistarea rădăcinilor este dificilă. Numeroși pretinși "cunoscători" citează scena D.C. hardcore/punk - și mai specific formația Rites of Spring - ca fondatorii Emo, dar istoria arată că e pripit a se pune formarea unui gen pe seama unei anumite formații.
O evaluare a scenelor muzicale de la sfârșitul anilor '80 și începutul anilor '90 permite o determinare mai bună a rădăcinilor și influențelor care stau la baza subculturii emo și care continuă să o influențeze. Înainte de a înțelege de unde vine "emo" trebuie înțeles ce este astăzi. "Prefer să mă gândesc la el (emo) ca un punk rock care e mai melodic și introspectiv/depresiv decât hardcore, dar totuși cu tendințele de energie primară și furie" (DeRogatis 1).
Acest gen de muzică a creat o cultură mai avansată și de atunci a evoluat în continuu, de la începutul anilor '90. Majoritatea copiilor arată în felul următor: poartă ochelari cu ramă neagra, eșarfe lungi de culori închise. Este foarte ușor să stereotipezi un puști emo, deși, ironic, nu poți defini muzica emo. Cel mai bun mod de a descrie muzica emo este prin arpegiile ușoare ale chitarelor cu vocalize ușoare la care se dă drumul într-o orchestră de chitare distorsionate și aduse după aceea din nou la partea ușoară. Versurile emo sunt în general foarte poetice și au o arie de la iubirea pierdută până la credințe religioase sau alte subiecte emoționale. Totuși, emo acoperă în zilele noastre o mare varietate de formații, de la melodii ușoare ale celor de la "American Football" la melodii hard de la "At the drive in".
Cum poate un gen atât de cuprinzător să fie legat de ceva? Problema este că ceea ce o persoană definește drept muzică emo nu este neapărat în concordanță cu definiția următoarei, totul este supus perspectivismului. Jason Gnewikow de la "The Promise Ring" a afirmat "Aș putea valida punctul că suntem o formație emo dar aș putea trece și pe partea cealaltă și să îl invalidez. Totul depinde de cine întreabă și de percepția sa despre asta" (DeRogatis 3).
Percepția de fațadă provine de la formația "Sunny Day Real Estate", apărută în Seattle în 1992. Sunny Day Real Estate (SDRE) a combinat rădăcinile hardcore cu vocalize melodice și un sentiment "răsărit". Lansarea în 1994 a albumului "Diary" avea să schimbe pentru totdeauna scena emo.
"A apărut de nicăieri și a schimbat viețile oamenilor" (Kurland 2) spunea Jeremy Gomez, basist al formației "Mineral" . "Cei mai mulți oameni, când se gândesc la emo azi, se gândesc la formațiile The Get UP Kids, Mineral, și altele că provin din Sunny Day Real Estate (SDRE)".
Mulți oameni au afirmat că Sunny Day nu ar fi deloc emo și susțin că emo ar fi provenit din genul D.C. hardcore/punk și că formația "Rites of Spring" a fost un grup hardcore melodic, dar ceea ce a diferențiat-o a fost subiectul cântecelor sale. În loc să cânte despre revoluție și mânie, Picciotto cântă despre iubirea pierdută și amintiri uitate. În timp ce Rites of Spring (ROS) a făcut mai melodic hardcore/punk, cu siguranță nu au fost primii și nici nu au fost prima formație harcore/punk care să se fi concentrat pe versuri de acest gen.
Tot curentul hardcore/punk mergea în această direcție. Un articol publican în Rolling Stone în 1985 se referă la trendul crescând: "Punkul primar a trecut. Au învățat cum să cânte la instrumente, au descoperit solourile de chitară melodică și versurile cu un mesaj politic evident".
Formații ca "Husker Du" au jucat rol de pionierat în apariția noilor ramuri din hardcore punk. În ultimii doi ani, Husker Du a confundat punkul războinic și liniile în principal de rock cu rapida evoluție a gunoiului, recombinat cu structuri de pop și versuri cu sentimente speriate"
Grupul Rites of Spring ( ROS ) a scos un album și un EP; au rezistat mai puțin de doi ani și a dat 14 concerte. Liderul trupei Guy Picciotta a înființat ulterior formația "Fugazi", care a preluat din ceea ce a pornit Rites of Spring (ROS) și a dus mai departe.
Totuși, "Fugazi a moștenit Rites of Spring (ROS) doar parțial și au continuat, deși muzica lor nu a mai fost atât de sentimentală. Acest lucru va cădea în sarcina viitoarelor formații care au adus curentul emo la ce este astăzi".
Chiar dacă influența pe care "Fugazi" și "Washinghton D.C." o exercită asupra emo a fost substanțială, emo, așa cum îl știm azi nu a derivat numai din hardcore. Ceea ce este mai deranjant este faptul că cei care încearcă să îi facă o istorie curentului emo lasă o mare lacună în istorie între "D.C. Dischord sound", grup de la jumătatea și finele anilor '80, și Sunny Day Real Estate (SDRE), formație de pe la jumătatea anilor '90.
Dar cum a ajuns emo acolo? O posibilă "căsătorie" între hardcore și indie rock, iar grunge (gen muzical) pe post de tatăl miresei, plătind pentru toată nunta. În timp ce formații ca "Rites of Spring" și "Hüsker Dü" explorau noi teritorii pe scena hardcore, o formație numită "Sonic Youth" transforma scena indie/underground.
"Sonic Youth a folosit în chip de momeală acordurile de chitară, dar a combinat melodicitatea și structura convențională cu lungi pasaje de pauză, acorduri de chitară stranii și o atmosferă înfricoșătoare". Release-ul din 1987 al lui Sister va avea o mare influență asupra albumului.
"Pe acest disc au folosit sunete calde și plăcute, ca bază, și din fiecare cântec curg sentimente. Efectul este recomfortant și primar, ca o mamă care își adoarme copilul. Apoi, dintr-o dată, ca în "(I got a) catholic book", chitarele se dezlănțuie și dau un alt sens noțiunii de pace, în sentimente de frustrare distructivă. Versurile și tempoul se unesc creând un abis de sentimente. Pacea se reduce, chitarele nu se mai aud încet, pe măsură ce dispar sentimentele..." (Neumann 1)
Sonic Youth a continuat să redefinească cântecul în anii '80 un rock previzibil creând albume progresive, scoțând după Sister capodopera Daydream Nation. Influența lor asupra muzicii rock este aproape fără precedent, mai ales pentru o formație care nu a avut un hit în top 40. Totuși, recunoașterea lor deplină nu avea să vină până la albumul Nirvana - Nevermind, care a avut mare efect în comunitatea rock. O altă formație care a redefinit scena indie în acest timp a fost "The Pixies". Grupul s-a format în 1986 când liderul Charles Thompson a pus un anunț într-un ziar din Boston, căutând "un basist pentru Husker Du și Peter, Paul and Mary Band".
Odată ce a avut toți membrii necesari, Charles a format trupa The Pixies și a început să scrie cântece și să cânte prin zona Bostonului. Muzica lor este definită prin chitarele care pornesc și se opresc sub vocea lui Thompson, el trecând "De la o șoaptă la urlet".
Cântecele celor de la The Pixies, scurte, încărcate, extrem de dinamice și subversive culturii pop-ului, s-a dovedit a fi un hotar în rockul alternativ al anilor '90. Dar mai important, The Pixies a pus baza pentru exploziile alternative a începutului anilor '90. The Pixies a fost una din primele formații indie care au spart topurile pop dând șansă mai puțin cunoscutelor formații din acel timp să se afirme.
Odată cu trecerea din anii '80 în anii '90, tineretul american căuta o nouă direcție în muzică. Copiii erau obosiți de toți așa zișii cântăreți pop dornici să facă și ei un ban. A fost o reîntoarcere la muzica bună, afișarea de putere brută ca dovadă a sincerității și adevărului, a artistului.
Generation X a vrut o muzică prin care să-și exprime sentimentele. Au definit muzica anilor '90 cu un metal/punk și rap nervos, care le reflectau sentimentele, frustrările, disperarea, speranțele. Din nevoia de emoție, sentiment, muzica adevarată a devenit scena urii și în final cea emo.
Formația din Seattle "SUP POP" a fost promotorul din spatele urii și mediilor emo. "SUP POP a înregistrat primul succes cu Soundgarden". Au început să cânte și alte melodii asemănătoare în anii '90 și, în cele din urmă, au dat de o formație locală numită Nirvana. Scena din Seattle și "SUP POP sound" a conturat o explozie globală de blugi rupți, tricouri cu lacrimi pe ele. La sfârșitul anilor '90, Sub Pop a ajutat la crearea unei imagini despre Seattle ca fiind un centru al scenei muzicale contopite și la modă.
Nirvana a fost formația care a deschis lucrurile în Seattle. După primul lor album, "Bleach", pe Sub Pop Records, Nirvana a efectuat un turneu european cu Sonic Youth. Sonic Youth a prezentat Nirvana lui David Geffen, proprietarul DGC.
Geffen a plătit Sub Pop și a pus grupul Nirvana să semneze un contract cu DGC. În 1991, Nirvana și-a lansat albumul cel mai cunoscut, Nevermind. "[Nevermind] a fost exprimarea perfectă a atitudinii muzicale punk, clasice, rock și pop - combinație care nu a mai fost folosită ori auzită până atunci" (Gulla 1)
"La începutul lui 1992, Nirvana a ajuns în vârful topurilor. Într-un an, formația a vândut zece milioane de copii ale debutului lor" (Szatmáry 328). Nirvana a fost materializarea unei povești de succes venit peste noapte, dând caselor de discuri și formațiilor de garaj de pretutindeni un vis pe care l-ar putea găsi și împlini ca următorul lor "mare lucru". "Peste tot, criticii de muzică au vorbit despre căutarea "următoarei Nirvana". Case de discuri mari au căutat în tot Seattle-ul formații care încă nu încheiaseră contracte cu nimeni" (Bertsch 1). Acum, industria muzicală a avut o ureche pentru formațiile "subterane" cărora li se oferea acum o platformă.
După ce a plecat de la Sub Pop, Nirvana a continuat să caute noi talente. A descoperit în Seattle o formație "Sunny Day Real Estate"> și, în 1994, a lansat primul lor album. "Pe "Seven" și "In Circles", primele două piese de pe albumul de debut, Diary, Real Estate practic a scos schițele întregului gen rock" (Cohen 1). 
Cu acest album, "emo-ul a început să facă valuri în afara comunității hardcore" (Kurland 1) "Sunny Day Real Estate a dat "startul" pentru frenezia emo cu Diary" (Cohen 1).
Vocea în falsetto puternic a lui Jeremy Egnik, cu vastele sale schimbări dinamice și versuri eu profunzime, a tipizat sunetul revoluționar al lui "Sunny Day Real Estate". Influența lor asupra comunității emo a fost imensă, dacă se are în vedere că nu au fost titrați, dând doar un interviu și neavând vreun spectacol în California. În 1995, înaintea lansării celui de-al doilea album, "LP2", Sunny Day Real Estate s-au despărțit, dar impactul avusese loc.
Genul emo-core fusese lansat și mergea. Formații ca "Mineral", "Texas is the Reason" și "Christie Front Drive" au urmat genului "Sunny Day Real Estate", care a început să-și planteze rădăcinile în toată țara. Astăzi, emo-ul a evoluat în diverse stiluri și sunete care își lasă amprenta în felul lor asupra genului. Din cauza diversității acestor artiști, nu ar fi surprinzător dacă multe alte genuri ar evolua din imensul gen emo.
Muzica este ceva care nu se schimbă peste noapte, evoluează lent, dar dramatic. Muzica avansează, deoarece artiștii împing limitele în mod constant, încercând să fie diferiți, originali. Niciun muzician autentic nu vrea să fie catalogat sau pus într-un sertar anume și, de aceea, unele formații vor stereotipul "emo". Faptul este că scena underground/indie evoluează chiar înăuntrul unor genuri diferite, sub alte etichetări și în alte subculturi.
Pentru a urmări această evoluție, trebuie să ne uităm la scene și genuri care au contribuit în general la evoluția emo-ului. În timp ce unele formații devin tot mai populare, alți artiști mari sunt trecuți cu vederea. Este importantă axarea pe grupurile și artiștii mai influenți, pentru ajungerea la un consens general.
Sunt mult prea multe formații care au influențat genul emo, dar, uitându-se la artiștii principali ai unui gen, oricine poate să aibă o perspectivă de ansamblu a stadiului în care se afla în genul respectiv la un moment dat.
Rites of Spring și Sunny Day Real Estate nu au dat startul genului emo. Ele au fost două din cele mai influente formații în evoluția genului emo.
Emo, sinteza mai multor genuri și stiluri interpretative, a apărut la timpul și în locul potrivit. Numeroase formații au fost nevoite să conceapă punți de legătură pentru ca artiștii "din subteran" să poată fi auziți.

## Cum se identifică un emo-kid
La început (1985-1994) termenul de emo era folosit în muzică, acesta fiind un subgen al rockului. Pe parcursul anilor, acest cuvânt cunoaște un domeniu vast de întrebuințări.
Ascultătorii acestui gen de muzică au devenit emo-kids, felul în care se îmbracă a devenit emo-style, felul în care se machiază emo make-up și presupun că modul în care reacționează emo-scene. 
Emotional a fost folosit pentru a descrie trupe precum A Fire Inside (AFI), Fall Out Boy, Funeral for a Friend, Panic! at the disco, My Chemical Romance, Taking back Sunday.
Acestea au fost etichetate drept emo din diferite motive precum: ritmul cântecelor, semnificațiile versurilor, modul de a se îmbrăca sau machia a cântăreților și altele.
Mulți fani nu sunt deloc de acord cu felul în care idolii lor sunt catalogați, negând cu desăvârșire faptul că aceștia ar cânta muzică emo.
Într-un interviu, chiar Guy Picciotto, întrebat fiind cum se simte precum "creatorului genului de muzică emo", a răspuns: 
"Nu recunosc această atribuție. Întotdeauna am crezut că este cel mai retardat termen inventat. Știu că toate trupele urăsc să fie astfel etichetate. Se simt ofensați. Dar sincer, consider că toate trupele din care am făcut parte au fost punk-rock. Pentru mine nu are absolut niciun sens."
"Se îmbracă exclusiv în negru, refuză orice urmă de drăgălășenie, sunt teribiliști și le place să-și picteze unghiile în negru" - așa ar descrie una dintre sutele de definiții din The Urban Dictionary noțiunea de Emo Kid.In anumite tari acest tip de copii este marginalizat si este limitat la grupul sau de prieteni.

## Modă și stereotipie

Caricatură emo

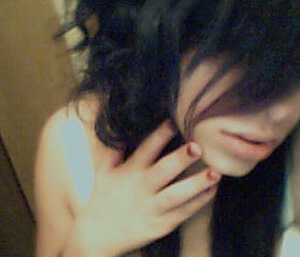
Păr lung întins pe o parte

Curentul emo este uneori identificat cu o anumită modă. Termenul "emo" e deseori asociat stereotipic cu blugi strâmți, breton lung întins pe o parte a feței sau peste unul sau chiar amândoi ochi, drept, negru închis la culoare, tricouri strâmte care de obicei au inscripționate pe ele numele unor trupe de rock, curele cu ținte cu catarame, teniși de pânză în genul Converse All Stars, adidași de skater sau alți papuci negri (în general vechi, ponosiți) și groși, ochelari cu ramă neagră groasă eventual și o geantă lungă tip poștaș.
Moda emo s-a schimbat în timp. Trendul inițial prevedea păr simplu, fără cărare, pulovere strâmte, cămăși și geci. Această modă a fost uneori caracterizată ca fiind un simplu moft, un capriciu.
Recent, trendul emo este asociat cu un stereotip ce constă în a fi emoțional, sensibil, timid, introvertit, anxios. Mai este asociat și cu stări de depresie, tendințe de auto-provocare de răni, chiar și sinucidere.